# Afta
Az afta, latinul: Aphthous stomatitis egy fájdalmas, gyulladásos udvarral körülvett felületi hámhiány (fekély), amely elsősorban a szájüregben figyelhető meg a pofa, az ajkak, a szájpad, a nyelv és a garat nyálkahártyáján. Kialakulásának okai még nem teljesen tisztázottak, de kapcsolatban állnak a különböző faktorokra adott T-limfocita mediált immunválasszal. Más-más embernél különböző kiváltó okokra vezethető vissza, ezek lehetnek vitaminhiány, trauma, stressz, hormonális hatások, allergia, gasztro-intesztinális zavarok, vérképzőrendszeri elváltozások, vírusok, baktériumok, autoimmunitás és pszichés stressz. Mérete legtöbbször a 2–3 mm-től 2–3 cm-ig terjed, de ez függ a típusától, és ettől eltérő is lehet. Az aftákat lekaparható fibrines álhártya fedi. Spontán jelenik meg és spontán tűnik is el.
A fekélyek kialakulása időszakos és két fellángolás között teljesen meggyógyulnak. Az esetek többségében a 7–10 napig tartanak és a hámhiányos epizódok 3–6 alkalommal fordulnak elő évente. Legtöbbször a szájban, a szájnyálkahártya nem keratinizált felszínén jelentkezik (bárhol, kivéve rögzített fogíny, kemény szájpad és a nyelvhát), azonban jóval súlyosabb, ritkábban előforduló formájában érintheti a keratinizált szájnyálkahártya felszínét is. A tünetek az apró kellemetlenségtől egészen az evést és ivást is akadályozó tünetekig terjedhetnek. Súlyos formájában a tápanyaghiány miatt súlyvesztést és általános gyengeséget is okozhat. Az afta meglehetősen elterjedt, a népességnek kb. 20%-át érinti. Előfordulása gyakori gyermek- vagy ifjúkorban és az állapot általában évekig fennáll, mielőtt fokozatosan eltűnne. Közvetlen gyógymód nincs rá, kezelése elsősorban a fájdalom csökkentésére, a gyógyulási idő lerövidítésére és a fekélyes epizódok gyakoriságának csökkentésére irányul.

## Tünetei
Az aftás személynek nincsenek észrevehető szervi tünetei (a szájon kívül). Általánosan elmondható, hogy a betegség kórtünetének előjele lehet az égő, szúró érzés vagy viszketés, amelyek néhány órával megelőzik a fekély (lézió) megjelenését, illetve hogy a fájdalom sokszor nincs arányban a fekély kiterjedtségével és fizikai érintést követően rosszabbodik, különösen igaz ez bizonyos ételek és italok fogyasztását követően (pl. savas italok). A fájdalom a fekély kialakulását követő néhány napos időszakban a legrosszabb és a gyógyulás előrehaladtával együtt javul. Amennyiben a nyelven vannak ezek a fekélyek, akkor a beszéd és a rágás kényelmetlen lehet, ugyanakkor a lágy szájpadon, garaton, nyelőcsőn megjelenő fekélyek fájdalmas nyelést (odinofágia) is okozhatnak. A tünetek magukra a léziókra korlátozódnak. Fekélyes epizódok általában évente 3–6 alkalommal alakulnak ki, azonban súlyos betegség esetén a léziók jelenléte szinte állandósultnak mondható (újak alakulnak ki, mielőtt a régiek teljesen meggyógyulnának). Ez gyengeséget, krónikus fájdalmat okozhat és az evést is nehézkessé teheti. Súlyos esetben meggátolja a szükséges tápanyagbevitelt, amely így alultápláltsághoz és súlyvesztéshez vezet. Az aftás fekélyek jellemzően eritémás (gyulladásos bőrvörösség) elváltozásként indulnak, amelyek aztán fekéllyé fejlődnek, amelyeket sárgás-szürkés lekaparható fibrines álhártya fed. A fekélyt eritémás udvar veszi körül. Az afta mérete, száma, elhelyezkedése, gyógyulása és az egy-egy epizód között eltelt idő a fekély altípusától függ.

## Okai

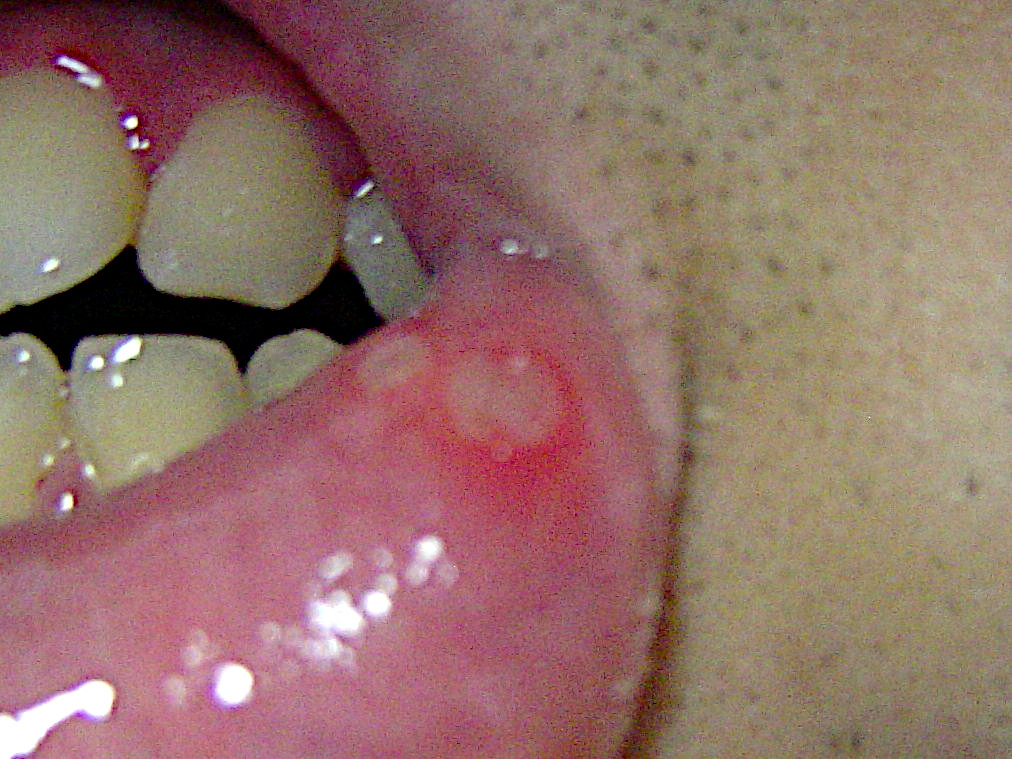
Aftás fekélyek az ajak nyálkahártyáján. Jól látható az eritémás (gyulladásos) udvar a fekély körül

Kialakulásának oka nem teljesen tisztázott, de valószínűleg több okra vezethető vissza. Elképzelésként az is felmerült, hogy az afta nem önállóan létezik, hanem betegségek egy csoportja, amelynek különböző kiváltó okai lehetnek. Számos kutatási tanulmány próbált már azonosítani egy kiváltó organizmust, azonban úgy tűnik, hogy az afta nem fertőző és szexuálisan nem terjed. Úgy gondolják, hogy a nyálkahártya pusztulását a T-limfocita mediált immunválasza okozza, amely magában foglalja a sejtfehérje és a tumornekrózis-faktor α (TNF-α) képződését. A masztociták és a makrofágok szintén szerepet játszanak TNF-α-t és T-limfocitákat kiválasztva. A korai stádiumban lévő afták biopsziáját követő szövettani vizsgálat teljes gyulladásos beszűrődést mutatott, amelynek 80%-át T-limfociták alkották. Az aftában szenvedő személyek keringési rendszerében olyan limfociták találhatóak, amelyek reakcióba lépnek a hősokkfehérje (HSP), azaz a Hsp65 és Hsp60 91–105 peptidjeivel, illetve a CD4+ T-limfocita sejtek aránya a CD8+ T-limfocita sejtekhez képest az egyének perifériás vérében lecsökkent.
Annak ellenére, hogy a legtöbb kutató a rosszul szabályozott immunválasz-elméletet részesíti előnyben, a visszatérő aftás szájnyálkahártya-gyulladás sok szempontból máshogy viselkedik, mint egy autoimmun betegség. Nincs összefüggés az afta és más autoimmun betegségek között, amelyeket gyakran társítanak egymáshoz; közös autoantitestet nem találtak, a betegség hajlamos magától meggyógyulni ráadásul a kor előrehaladtával egyre inkább, mintsem hogy rosszabbodna és általában a vérsavó immunglobulinszintje normális.
A szájnyálkahártya T-limfocita-mediált pusztulására mutató bizonyítékok erősek, azonban e folyamat közvetlen kiváltó okai ismeretlenek és úgy gondolják, hogy amellett, hogy több ilyen is lehet, azok emberről emberre változnak. Ez azt feltételezi, hogy több lehetséges oka is lehet és mindegyik képes kiváltani a betegséget saját maga különböző altípusok formájában. Más szóval a betegség a különböző altípusainak különböző kiváltó okaik lehetnek. Ezek tekinthetőek három csoportnak, név szerint: elsődleges rosszul szabályozott immunválasz, szájnyálkahártya-gát csökkenése és a fokozott antigenikus érzékenység állapotai (lásd lentebb). Etiológiai faktorokat, mint gazdaszervezettel kapcsolatos vagy környezeti szintén számításba vesznek.

### Immunitás
Az aftás emberek legalább 40%-ának előfordult már a családjában a betegség, ami arra enged következtetni, hogy néhányunk genetikailag fogékonyabb a szájban kialakuló fekélyre. Számos humán leukocita antigént (HLA) összefüggésbe hoztak már az aftával, mint például a HLA-B12, HLA-B51, HLA-Cw7, HLA-A2, HLA-A11 és a HLA-DR2. A humán leukocita antigének feladata, hogy segítsék az immunrendszert a testazonos és testidegen sejtek felismerésében. Azonban az előbb említett HLA-k és a betegség között nem egyértelmű a kapcsolat, és etnikumtól függően változik is. Azoknál az embereknél, akiknek a családjában már előfordult afta, a betegség hajlamosabb súlyosabb formát ölteni és kisebb korban megjelenni, mint egyébként.
A stressz szintén hatással van az immunrendszerre, ami magyarázatot adhat arra, hogy miért mutat korrelációt néhány eset a stresszel. Az ilyen eseteknél sokszor állították a betegek, hogy az afta súlyosbodik a vizsgaidőszak alatt, majd pedig enyhül szabadság során. Vagylagosan felmerült az az elképzelés is, hogy az orális parafunkcionális megnyilvánulások, mint az ajkak harapdálása vagy a rágás jóval kifejezőbb a stresszes időszakokban, ezért a szájnyálkahártya kitettebb a kisebb sérüléseknek.
Az aftaszerű fekélyek olyan betegségek során is előfordulnak, amelyek magukban foglalják a szisztémás szabályozatlan immunválaszt, ilyen betegség lehet a ciklikus neutropénia vagy a HIV-fertőzés. A ciklikus neutropéniával szenvedő betegeknél a szájban kialakuló fekélyek sokkal súlyosabban jelennek meg a súlyos szabályozatlan immunválasz-periódusokban, a neutropénia mögöttes okának gyógyítása meggátolja a fekélyképződéses ciklus újrakezdődését. A CD8+ T-limfocita sejtek relatív százalékos növekedését a CD4+ T-limfocita sejtek számának csökkenése okozza, ez összefüggésben lehet HIV-fertőzés RAS típusú fekélyképződésével.

### Nyálkahártya gát
A nyálkahártya vastagságának fontos szerepe lehet az afta kialakulásában. A fekélyek többnyire a szájnyálkahártya nem keratinizált felszínén jönnek létre. Azok a tényezők, amelyek csökkentik a nyálkahártya vastagságát, növelik a fekélyek előfordulását, illetve ez fordítva is igaz, hogy azok a tényezők, amelyek elősegítik a nyálkahártya vastagodását, korrelálnak a csökkent fekélyképződéssel.
Az aftával összefüggő tápanyaghiány (B12, folsav és vas) szintén a szájnyálkahártya vastagságának csökkenését okozza (atrófia).
Helyi sérülés megint csak összefüggésben állhat az aftával, és az is ismert, hogy egy ilyen sérülés csökkentheti a szájnyálkahártyagátat. Ez bekövetkezhet szájba adott helyi érzéstelenítő során vagy egyéb fogászati kezelésnél vagy éles felszínű tárgy okozta sérülés által is (törött fog vagy fogkefe).
Hormonális tényezők képesek megváltoztatni a nyálkahártyagátat. Egy tanulmányban, egy aftában szenvedő nőkből álló kisebb csoportnál csökkent az aftás fekélyek előfordulása a menstruáció szekréciós (luteinizáló) fázisa során vagy a fogamzásgátló tabletták használatánál. Az előbbi fázis kapcsolatban van a progeszteron lecsökkent szintjével, a nyálkahártya proliferációjával és keratinizációjával. Ez az alcsoport sokszor tapasztal remissziós fázist terhesség során. Azonban más tanulmányok nem jeleztek ilyesfajta korrelációt az afta és a menstruációs periódusok vagy menopauza között.
Az afta a dohányzó emberek között ritka, ugyanakkor korreláció fedezhető fel a szokás időtartama és a betegség súlyossága között. A dohányhasználat kapcsolatban áll a szájnyálkahártya megnövekedett keratinizációjával. Extrém formájában akár leukoplakia vagy nikotin stomatis (dohányosok keratózisa) is kialakulhat. Ez a megnövekedett keratinizáció mechanikusan megerősíti a nyálkahártyát, ezáltal csökkentheti a fekélyek kialakulásának esélyét kisebb sérüléseket követően, vagy jóval szilárdabb akadályt jelent a mikrobáknak és antigéneknek, azonban ezek az összefüggések még nem teljesen tisztázottak. A nikotin szintén ismert az adrenalin szteroidtermelés stimulációjában vagy a TNF-α, interleukin-1 és interleukin-6 csökkent termeléséről. Úgy tűnik, hogy a füstmentes dohánytermékek szintén védenek az afták kialakulásától. Ismert, hogy az előzőleg nem érintett emberekben afták jelentek meg a dohányzás abbahagyását követően vagy súlyosbodott a betegség azoknál, akiknél előtte aftás fekélyképződés már jelen volt. A korreláció ellenére a dohányzás újbóli elkezdése nem hoz enyhülést a betegségben.

### Antigenikus érzékenység
Felmerült az az elmélet, hogy a betegség az antigenikus stimuláció következtében megnőtt érzékenység egy állapotának megjelenési formája, mint a hámszövet sejtjeire adott sejt mediált immunválasz eredményeként létrejövő keresztreakció. Néhányan azt vélelmezik, hogy az aftát a HLA II osztályú antigén kifejeződése okozza a hámszövet sejtjeiben normálisan is megtalálható HLA I osztályú antigénekkel együtt, aminek következtében az immunrendszer ezeket a sejteket idegenként és nem sajátként azonosítja. A kiváltó okok között különböző antigenikus okok találhatóak, úgymint L-forma streptococcus, herpesz simplex vírus, varicella-zoster vírus, adenovírus, cytomegalovírus.
Néhányan azzal érvelnek, hogy jelenleg nincs olyan elérhető bizonyíték, ami azt mutatná, hogy bármelyik fentebb említett organizmus képes lenne önmagában aftát okozni. Néhány aftás emberben kimutatható a szájnyálkahártya kötőszövetében herpeszvírus, mégsem mutatnak élő fertőzést. Néhány személynél a fekélyképződés a tünetmentes vírusürítéssel és a megemelkedett vírustiterrel egy időben történik. Azonban az antivírusgyógyszereknek nincs hatásuk az aftára.
Néhány esetben a folyamatosan visszatérő szájfekélyek lehetnek allergiás reakció megnyilvánulásai is. Lehetséges allergének bizonyos ételek (pl. csokoládé, kávé, eper, tojás, mogyoró, paradicsom, sajtok, citrusos gyümölcsök, benzoátok, fahéjaldehid és erősen savas ételek), fogkrémek és szájöblítők. Ahol az élelmiszer-allergének voltak felelősek, ott az allergénekkel történő érintkezést követő 12–24 órában kialakultak a szájfekélyek.
A számos fogkrémben és szájhigiénia-termékben megtalálható nátrium lauril-szulfát (SLS) mint felületaktív anyag néhány embernél kiválthat orális fekélyesedést. Kimutatták, hogy az afták gyakrabban fordulnak elő olyan embereknél, akik SLS-t tartalmazó fogkrémet használnak, ugyanakkor a fekélyképződés csökkenése volt tapasztalható, amikor SLS-mentes fogkrémet kezdtek használni. Vannak, akik ezt vitatják, mivel majdnem minden orális szájhigiéniai termék tartalmaz SLS-t, ezért valószínűtlen, hogy valódi veleszületett hajlam lenne az SLS által okozott fekélyképződésre.

### Szisztémás betegség
| Az aftaszerű fekélyekkel kapcsolatban álló szisztémás betegségek |
| --- |
| - Behçet-kór - Lisztérzékenység - Ciklikus neutropénia - Tápanyaghiány - Szelektív IgA-hiány - Immunihányos állapotok (pl. HIV/AIDS) - Gyulladásos bélbetegség - MAGIC-szindróma - PFAPA-szindróma - Reaktív arthritis - Sweet-szindróma - Ulcus vulvae acutum (Lipschütz-fekély) |

Aftaszerű fekélyek megjelenhetnek számos súlyos szisztémás betegséggel összefüggésben (lásd a táblázatot). Ezek a fekélyek klinikailag és szövetkórtan alapján azonosak az afta fekélyekkel, azonban az ilyen típusú szájfekély nem tekinthető valódi aftának némelyik forrás szerint. Néhány ilyen betegség okozhat más, szájnyálkahártyától különböző felszínen is fekélyesedést, mint például a kötőhártya vagy genitáliás hártyák. A szisztémás betegségek gyógyítása gyakran vezet az orális fekélyek súlyosságának, illetve előfordulásuk gyakoriságának csökkenéséhez.
Behçet-kór során sokszor jelennek meg fekélyek a szájban, a genitáliákon, és okozza az írisz és a sugártest együttes gyulladását. A Behçet-kór legfőbb jellemzője az aftaszerű fekélyesedés, azonban ez többnyire jóval súlyosabb, mint az olyan afták, amelyeket szisztémás betegség nélkül alakulnak ki, és tipikusan nagyobb vagy herpeszformájú fekélyesedésre emlékeztetnek vagy mindkettőre. Az esetek 25–75%-ában az aftaszerű fekélyesedés az első jele a betegségnek. A Behçet-kór jóval gyakoribb az olyan egyéneknél akik a selyemút körüli régiókból származnak (a Földközi-tenger és a Távol-Kelet közötti terület). Az Egyesült Államokban és az Egyesült Királyságban többnyire ritkán fordul elő. MAGIC-szindróma a Behçet-kór egy lehetséges variánsa és gyakran társul aftaszerű fekélyesedéssel. A MAGIC-szindróma neve az „orális és genitális afták polychondritisszel szindróma” angol megfelelőjéből származik.
A PFAPA-szindróma egy ritka betegség, amely inkább gyerekeknél fordul elő. A név a „periodikus láz, aphthosus stomatitis (afta), pharyngitis (torokgyulladás) és adenitis (mirigygyulladás) szindróma” rövidítése. A láz periodikusan, 3–5 hetente fordul elő. A betegség javulást mutat mandulaműtét vagy immunszupresszáns szedése során, ami immunológiai okot feltételez.
A ciklikus neutropéniánál a vérben keringő neutrofilek szintje 21 naponként csökkenést mutat. Opportunista fertőzések rendszeresen előfordulnak és az aftaszerű fekélyképződés rosszabb ezen időszak alatt.
A vérképzéshez szükséges anyagok (B12-vitamin, folsav és vas) egyenkénti vagy együttes hiánya és az ezt kiváltó gyomorbél betegséggel vagy nélküle kétszer gyakrabban fordulhat elő RAS-ban szenvedő betegeknél. Mindazonáltal, vas és vitamin kiegészítő készítmények csak ritkán javítanak a fekélyképződésen. A B12-vitamin hiányával való összefüggés számos tanulmány tárgya. Annak ellenére, hogy ezek a tanulmányok kimutatták, hogy a B12-vitamin hiányától szenvedők 0-42%-ánál találhatóak visszatérő fekélyek, a hiánnyal való kapcsolat ritka. Még abban az esetben is, ha nem áll fenn vitaminhiány, a B12-vitaminkészítmények hasznosak lehetnek, miután a fekélyképződés mechanizmusa nem tisztázott. A vérképzéshez szükséges anyagok hiánya okozhat vérszegénységet (anémia), amely szintén összefüggésben van az aftaszerű fekélyképződéssel.
A gyomor és bél betegségei sokszor állnak kapcsolatban aftaszerű fekélyképződéssel, az egyik leggyakoribb ilyen a lisztérzékenység, de megemlíthetőek még különböző gyulladásos bélbetegségek, mint a Crohn-betegség vagy a fekélyes vastagbélgyulladás (kolitisz). A gyomor-bélbetegségek és az afták között kapcsolat valószínűleg a felszívódási zavar miatt van. A RAS-ban szenvedő emberek kevesebb mint 5%-ának van lisztérzékenysége, amely többnyire súlyos alultápláltsággal, vérszegénységgel, hasi fájdalommal, hasmenéssel és nyelvgyulladással együtt fordul elő. Néha az aftaszerű fekélyképződés az egyetlen jele a lisztérzékenységnek. Az összefüggés ellenére a gluténmentes diéta nem hoz javulást az orális fekélyképződésben.
Más, aftaszerű fekélyképződéssel kapcsolatban álló szisztémás betegségek még a reaktív arthritis (Reiter-szindróma) és a visszatérő eritémás plakk.

## Diagnózis

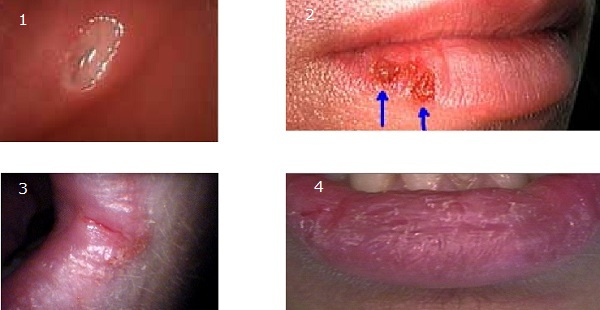
Különböző szájbetegségek összehasonlítása:
1. aftás nyálkahártya-gyulladás – szájon belül
2. herpesz
3. szögletes cheilitis
4. ajakgyulladás (chelitis)

A diagnózis felállítása többnyire a klinikai tüneteken és a kórtörténeten múlik. A legfontosabb diagnosztikai jellemző a páciens kórtörténetében jelenlévő, folyamatosan visszatérő, majd magától gyógyuló fekélyek viszonylagos szabályos időközönkénti előfordulása. Bár számos oka lehet a szájban előforduló fekélyeknek, a visszatérő szájfekélyesedésnek viszonylagosan kevés oka van és ez leginkább az aftára jellemző, ritkábban a Behçet-kórra, eritémás plakk illetve gyomorbélbetegségekkel összefüggő fekélyesedés és a visszatérő orális herpes simplex fertőzés. A szisztémás okra a betegség legvalószínűbben olyan felnőtteknél vezethető vissza, akiknél szájban a fekélyképződés hirtelen alakul ki minden előzmény nélkül.
Különleges vizsgálatok lehetnek szükségesek, hogy kizárják az orális fekélyesedés egyéb okait. Ezen vizsgálatok magukban foglalják a vérvizsgálatot, hogy kizárhassák a vérszegénységet, vashiányt, folsav vagy B12-vitamin hiányát vagy a lisztérzékenységet. Azonban a tápanyaghiány latens lehet és a perifériás vérkép viszonylag normális értékeket mutathat. Néhányan azt javasolják, azon pácienseknél, akik visszatérő szájfekélyesedésre panaszkodnak a lisztérzékenységi vizsgálat legyen része a normál rutinnak. Számos szisztémás betegség okozhat más tüneteket a szájfekélyképződésen kívül is, ami ellentétben áll az aftával, ahol a szájfekélyesedés jól elhatárolható. Rátevéses bőrteszt javasolt, ha fennáll az allergia gyanúja (például erős a kapcsolat a fekélyek megjelenése és bizonyos ételek elfogyasztása között). Számos gyógyszer okozhat szájfekélyesedést (pl. nicorandil) és egy másik gyógyszerrel történő helyettesítése felfedheti az okozati kapcsolatot.
Szövet biopszia többnyire nem szükséges, hacsak nem egyéb feltételezett betegség kizárása a cél, mint például orális laphámrák, mivel a szövetkórtan nem kórjelző. A korai lézióknak van egy fekélyes központjuk, amit fibrines álhártya fed. A kötőszövet mélyén a fekélyben megnövekedett erezettség és gyulladásos beszűrődés található, ami limfocitákból, histiocitákból és polimorfonukleáris leukocitákból áll. A hámszövet a fekély szélén a bőr hólyagos elváltozását (spongiózist) mutatja és számos mononukleáris sejt található a bazális harmadban. A fekélyt körülvevő kötőszövetben találhatóak még limfociták és histiociták és a fekélyhez közel mélyebben vérerek, amit a szövettan „perivaszkuláris beszűrődésnek” nevez.

## Osztályozása

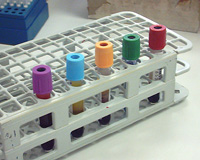
Gyakran történik vérvétel, hogy megmérjék a hemoglobin, a vas, a folsav és a B_{12}-vitamin szintjét

Az aftás szájnyálkahártya-gyulladást, azaz az aftát a szájnyálkahártya-gyulladás (stomatitis) egy nem fertőző típusaként osztályozzák. Az egyik osztályozása megkülönböztet közönséges egyszerű aftát, ami az esetek 95%-ában fordul elő évi 3-6 számú epizóddal, gyorsan gyógyul, minimális fájdalom jellemzi és a fekélyképződés csak a szájra korlátozódik; illetve megkülönbözteti a komplex aftát, ami az esetek 5%-áért felel, ahol a fekélyek jelen vannak a genitáliák nyálkahártyáján is a száj nyálkahártyája mellett, a gyógyulása lassabb és a fájdalomérzet jóval súlyosabb. Az afta egy másik, elterjedtebb osztályozási módszere három változatát különbözteti meg mérettől, számosságától és a lézió elhelyezkedésétől függően, illetve az egyes fekélyek gyógyulási idejétől függően és hogy a gyógyulást után marad-e vissza sebhely, heg.

### Kis aftás fekélyképződés

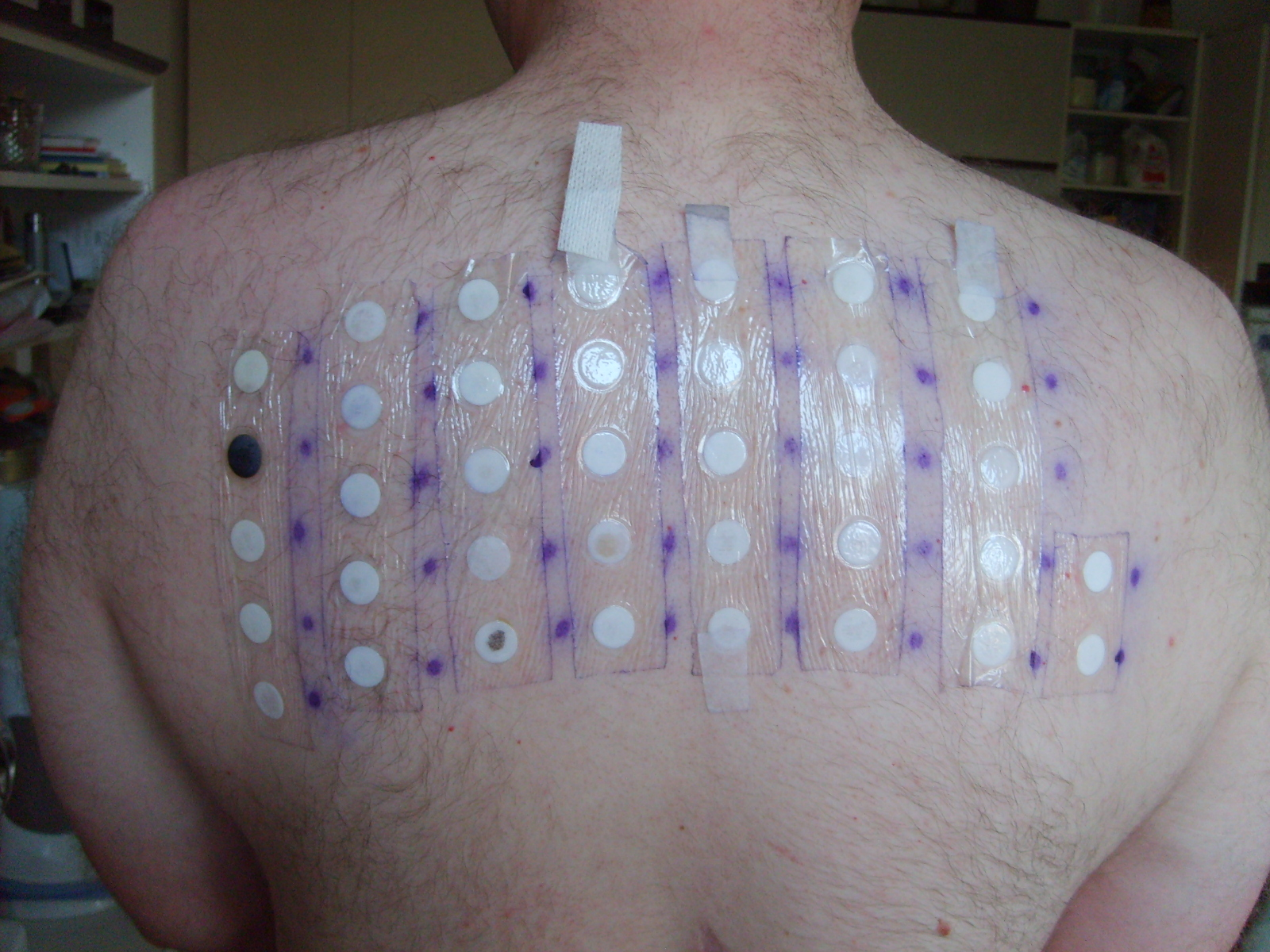
Néha rátevéses tesztet hajtanak végre. A hát a bőrét különböző elterjedt allergénnel stimulálják. Az, amelyik gyulladásos reakciót okoz, kapcsolatban állhat a visszatérő orális fekélyképződéssel

Ez a legelterjedtebb afta, az összes eset 80–85%-áért felelős. Ezt az altípust kis aftás fekélyképződésként (MiAU, az angol minor aphthous ulceration szavakból) vagy kis visszatérő aftás szájnyálkahártya-gyulladásként (MiRAS, az angol minor recurrent aphthous stomatitis) határozzák meg. A léziókra magukra kis aftaként vagy kis afta fekélyekként szoktak hivatkozni. Ezek a léziók többnyire kevesebb mint 10 mm átmérőjűek (általában 2–3 mm) és a nem keratinizált nyálkahártyafelszínt érintik. Általában több ilyen fekély jelenik meg egy időben, azonban egyesével is megjelenhetnek. A gyógyulás többnyire 7–10 napot vesz igénybe és heg nélkül gyógyul. Az egyes fekélyes epizódokat változó hosszúságú fekélymentes időszak követi.

### Nagy aftás fekélyképződés
Ez az altípus az összes aftás eset 10%-át teszi ki. Ezt az altípust nagy aftás fekélyképződésként (MaAU, az angol major aphthous ulceration szavakból) vagy nagy visszatérő aftás szájnyálkahártya-gyulladásként (MaRAS, az angol major recurrent aphthous stomatitis) határozzák meg. Nagy aftás fekélyek hasonlítanak kisebb társaikhoz, azonban az átmérőjük több mint 10 mm és a fekélyek is mélyebbre nyúlnak. Mivel a léziók nagyobbak, a gyógyulás is tovább tart (körülbelül 20–30 napot vesz igénybe) és hegeket is hagyhatnak maguk után. Az egyes fekélyes epizódok általában nagyobb számú fekélyeket képeznek és az egyes támadások közötti időszak rövidebb, mint amit a kisebb aftáknál láthatunk. A nagy aftás fekélyképződés általában a nem keratinizált nyálkahártyafelszínen jön létre, azonban jóval ritkábban bár, de érintheti a keratinizált nyálkahártyát, mint például a nyelvhátat vagy a fogínyt is. A lágy szájpad vagy a toroknyílás szintén érintett lehet, ez utóbbi inkább része a garatnak, mint a szájnak. Összehasonlítva a kis aftás fekélyképződéssel a nagy aftás fekélyképződés hajlamosabb szabálytalan körvonalat felvenni.

### Herpeszformájú fekélyképződés
A herpeszformájú fekélyképződés (de hívják még herpeszformájú szájnyálkahártya-gyulladásnak vagy herpesszerű fekélyképződésnek is) altípus azért kapta a nevét, mert a léziók emlékeztetnek a herpes simplex vírus által okozott elsődleges fertőzésre. Azonban a herpeszformájú fekélyeket nem a herpeszvírus okozza (elsődleges herpeszes fogíny- és szájgyulladás). Mint az afta minden típusára, erre is igaz, hogy nem fertőző. A herpesz okozta fekélyekkel ellentétben a herpeszformájú fekélyek képződését nem előzik meg hólyagok. A herpeszformájú fekélyek kisebb mint 1 mm átmérőjűek és változó kiterjedésűek, ami egyszerre elérheti a százas nagyságrendet is. Szomszédos fekélyek átalakulhatnak nagyobb, összefüggő területű fekélyekké. A gyógyulás 15 napon belül heg nélkül történik. A fekélyképződés érintheti a keratinizált nyálkahártyafelszínt a nem keratinizált mellett. A herpeszformájú fekélyesedés gyakran rendkívül fájdalmas és a léziók jóval gyakrabban térnek vissza, mint a kis vagy nagy aftás fekélyképződés esetén. Kiújulása olyan gyakori lehet, hogy fekélyképződés jóformán állandó. Általában elmondható, hogy ez az altípus a valamivel idősebb korosztályban fordul elő inkább és a nőket valamivel jobban érinti, mint a férfiakat.

### RAS típusú fekélyképződés
A kiújuló orális fekélyképződés kapcsolatban áll különböző szisztémás betegségekkel ezért a név „RAS típusú fekélyképződés”, „RAS-szerű fekélyképződés” vagy „aftaszerű fekélyek”. A RAS az angol „recurrent aphthous stomatitis” kifejezésből származik, ami „visszatérő aftát” jelent. Az aftás szájnyálkahártya-gyulladás olyan egyéneknél fordul elő, akiknek nincs valamilyen szisztémás betegségük. Bizonyos szisztémás betegséggel rendelkező emberek hajlamosabbak lehetnek a szájban kialakuló fekélyekre, azonban ez másodlagos tünete a mögöttes betegségnek. Ezt a fajta fekélyképződést valamennyire elkülönítetten kezelik a valódi aftákhoz képest. Azonban ez a definíció nincs szigorúan alkalmazva. Például számos forrás hivatkozik a vérszegénység vagy tápanyaghiány által okozott fekélyképződésre mint aftára és néhányan a Behçet-kórt is egy variánsnak tekintik.

## Kezelése
Csak tüneti kezelése lehetséges, amely leginkább a fájdalom és a gyulladás csökkentésére korlátozódik. Gyermekkorban gyakran előforduló betegség, mely ekkor még gyorsan múló, néhány napig tartó gyulladásként jelentkezik. Felnőtteknél 5-14 nap között tart, azután magától meggyógyul.
Az aftában szenvedő emberek jelentős többségének csak kisebb tünetei vannak, amelyek nem indokolnak semmilyen specifikus terápiát. A fájdalom legtöbbször elviselhető, könnyen kezelhető egyszerű diétával, mint például a fekélyképződéses időszak alatt a fűszeres és savas ételek és italok kerülésével. Számos különböző hely és szisztémás gyógyszer javasolt (lásd a táblázatot), azonban néha kevés vagy egyáltalán nincs bizonyíték ezek hatásosságára, amikor hivatalosan is vizsgálják. Az eredmények közül néhány inkább a placebo hatás jelenlétét erősíti. Egyik kezelés sem gyógyító hatású, hanem a fájdalom enyhítése a cél, illetve elősegíti a gyógyulást és csökkenti a fekélyképződéses időszakok előfordulását.
| Aftás szájnyálkahártya-gyulladás során alkalmazott gyógyszeres kezelések           | Aftás szájnyálkahártya-gyulladás során alkalmazott gyógyszeres kezelések | Aftás szájnyálkahártya-gyulladás során alkalmazott gyógyszeres kezelések                                                                                                 |
| Gyógyszer típusa                                                                   | Kívánt hatás                                                             | Példák |
| ---------------------------------------------------------------------------------- | ------------------------------------------------------------------------ | --- |
| Helyi, külsőleg alkalmazandó szer                                                  | Fájdalom csillapítása                                                    | Orabase (gyakran kombinálják triamcinolonnal). |
| Külsőleg alkalmazandó fájdalomcsillapító / érzéstelenítő / gyulladáscsökkentő szer | Fájdalom csillapítása                                                    | Benzydamine hidroklorid szájvíz vagy szájspray, Amlexanox kenőcs, viszkózus lidokain, diklofenák hialuronsavban.                                                         |
| Külsőleg alkalmazandó fertőtlenítőszer                                             | Gyógyulás elősegítése (megelőzi a másodlagos fertőzést)                  | Doxiciklin, tetraciklin, minociklin, klórhexidin, triklozán. |
| Külsőleg alkalmazandó enyhe hatású kortikoszteroid                                 | Gyulladás csökkentése                                                    | hidrokortizon. |
| Külsőleg alkalmazandó mérsékelt hatású kortikoszteroid                             | Gyulladás csökkentése                                                    | beklometazon-dipropionát aeroszol, fluocinonid, klobetazol-propionát, betametazon, dexametazon.                                                                          |
| Szájon át szedhető gyógyszerek                                                     | Változó, főként az immunválasz módosítása                                | Prednisolone, colchicine, pentoxifillin, azatioprin, thalidomid, dapsone, mikofenolát-mofetil, adalimumab, B12-vitamin, Clofazimine, Levamizol, Montelukast, Sulodexide, |

Az afta kezelésének első vonala helyi kezelést jelent, nem pedig az egész szervezetre kiterjedőt, ami elsősorban a helyi kortikoszteroidok alkalmazást jelenti. A szisztémás kezelést általában fenntartják a súlyosabb esetekre az ezen hatóanyagok okozta mellékhatások kockázatai miatt. Egy módszeres felülvizsgálat nem talált egyetlen szisztémás kezelést sem hatékonynak. A jó szájhigiénia fontos a fekélyek másodlagos fertőzésének megelőzésében.
Alkalmanként nőknél, ahol a fekélyképződés korrelál a menstruációs ciklussal vagy a szájon át szedhető fogamzásgátlóval, sárgatesthormon vagy a szájon át szedhető fogamzásgátló jótékony hatású lehet. Azoknál az embereknél, akik abbahagyták a dohányzást és akiknél emiatt a szájban fekélyek jöttek létre, a nikotin helyettesítő kezelés jótékonyságáról számoltak be. Dohányzás újbóli elkezdése általában nem enyhítette a betegséget. A sérülések csökkenthetőek a durva, éles élelmiszerek mellőzésével és az óvatos fogmosással. Amennyiben nátrium lauril-szulfát a feltételezhető kiváltó ok, az ilyen anyagot tartalmazó termékek használatának mellőzése néhány embernél megelőzte az afták kiújulását. Hasonlóan a rátevéses bőrteszt jelezheti, hogy valamilyen ételallergia a felelős és ennek megfelelően módosítani kell az étkezést. Amennyiben a vizsgálatok során valamilyen tápanyaghiányos állapotra derül fény, ezeknek a hiányoknak a pótlásával megszüntethető a fekélyképződés. Például vannak bizonyítékok arra, hogy a B12-vitamin pótlása néhány embernél képes meggátolni a kiújulást.
Az afták műtéti kimetszéséről van leírás, azonban ez nem hatékony és megfelelő kezelés. Ezüst-nitrátot szintén használtak mint kémiai maró anyagot. Fősodorbeli megközelítésektől eltekintve (lásd fentebb) számos, hatásosságát nem bizonyított kezelés létezik a növényi orvosságtól kezdve az egyéb alternatív kezelésig, mint az aloe vera, mirtusz, Damaszkuszi rózsa, cink-szulfát, nikotin, poliovírus oltás és a prosztaglandin E2.
Kifejezett „aftagyógyszer” nincs, de egyre több készítményt ajánlanak többek között az afta kezelésére is. Például az antibakteriális, antivirális, fertőtlenítő és gombaölő tulajdonságokkal rendelkező propolisztinktúra felgyorsíthatja az afta gyógyulását.

## Prognózis
Definíció szerint nincs komoly mögöttes betegség, és ami a legfontosabb, a fekélyek nem jelentenek orális rákot és nem is fertőzőek. Azonban az afta képes jelentős kellemetlenséget okozni. A súlyosságnak van egy skálája az alig zavaró tünetektől a munkaképtelenséget jelentőig. Az afta súlyos megjelenési formájánál az evés közben jelentkező fájdalom miatt súlyvesztés léphet fel, a nem evés következtében. Az állapot általában éveken keresztül fennáll, mielőtt az élet egy későbbi szakaszában spontán eltűnne.

## Epidemiológia
A bejelentett prevalencia 5–66% között változik, a legtöbb populáció 20%-a érintett valamilyen mértékben, ezáltal az afta a szájnyálkahártyát érintő leggyakoribb betegség. Az aftás szájnyálkahártya-gyulladás a világon mindenütt előfordul, azonban a fejlett országokban gyakoribb.
Az egyes nemzetek között valamivel nagyobb prevalancia figyelhető meg a magasabb gazdasági-társadalmi fejlődésű csoportoknál. A férfiak és a nők egyenlő arányban érintettek, a kicsúcsosodás pedig a 10 és 19 év közöttiek között van. Az emberek 80%-ánál 30 éves koruk előtt kifejlődik az aftás szájnyálkahártya-gyulladás. Rendelkezésre állnak adatok az egyes etnikai csoportok közötti különbségekről is. Például az Egyesült Államokban a fehér bőrű lakosságnál háromszor gyakoribb az aftás szájnyálkahártya-gyulladás, mint a fekete bőrű lakosságnál.

## Története, társadalmi és kulturális hatása
A száj „aftás érintettségét” és „aftás fekélyképződését” számos alkalommal említik az „Epidémiák” értekezésben (a Hippokratészi gyűjtemény része, i. e. 4. század), azonban valószínűsíthető, hogy az itt leírt orális fekélyképződés inkább valamilyen fertőző betegség megjelenési formája volt, mivel azok leírása járványszerű mintákat és a velük egyidejűleg előforduló tüneteket tartalmazza (például láz).
Az aftákra régebben a herpes simplex vírusfertőzés egy formájaként tekintettek, és néhány klinikai orvos még mindig herpeszként hivatkozik a betegségre annak ellenére, hogy az etiológia (kóroktan) ezt már cáfolta.
Az afta nem specifikus kifejezés, amely a szájban található fekélyre utal. A betegség elnevezése az αφθη (aphthé) görög szóból származik és jelentése: égni. Az elnevezést igazolja, hogy égő fájdalmat okozó hámsérülésről van szó. Számos egyéb orális betegség léziójára használják az aftát, beleértve a Bednar-aftát (a csecsemőknél előforduló, a kemény szájpadon található, sérülés okozta, elfertőződött fekély) az orális candidiázist és a száj- és körömfájás betegséget. Amikor jelző nélkül használják az aftát, többnyire a visszatérő aftás szájnyálkahártya-gyulladást értik alatta. Mivel az aftát mint szót gyakran használják a fekély szinonimájaként, felmerült, hogy az „aftás fekély” redundáns, azonban használata köznyelvben továbbra is megmaradt. A „stomatitis” (szájnyálkahártya-gyulladás) szintén egy nem specifikus kifejezés a szájban előforduló gyulladásos folyamatokra orális fekélyképződéstől függetlenül. Számos különböző betegséget leírhat függetlenül az aftás szájnyálkahártya-gyulladástól (aphthous stomatitis), mint például a szögletes cheilitis (angular stomatitis).
A jelenleg leginkább elterjedt orvosi kifejezés a „visszatérő aftás szájnyálkahártya-gyulladás” vagy csak egyszerűen „aftás szájnyálkahártya-gyulladás”. Történetileg több különböző kifejezés volt használatban, amelyet a visszatérő aftás szájnyálkahártya-gyulladásra vagy altípusaira használtak és néhányuk mind a mai napig használatban van. A Mikulicz-féle afta a kicsi RAS szinonimája, nevét Jan Mikulicz-Radecki után kapta. A nagy méretű RAS-t többféleképpen is hívják, mint például Sutton-féle afta (nevét Richard Lightburn Sutton után kapta), Sutton-kór, Sutton-szindróma vagy a „nyálkahártya visszatérő, elhalásos, a (kis nyál)mirigyek körüli gyulladása” (periadenitidis mucosae necroticae recurrentis). Az aftás szájnyálkahártya-gyulladásra mint egészre használt szinonimák a következőket jelentik: (visszatérő) orális afta, (visszatérő) aftás fekélyképződés és (orális) aftózis.
A tradicionális kínai gyógyászatban az afta kezelése jintápláló és hőt tisztító módszerekre fókuszál.
A Rembrandt Gentle White fogkrém nem tartalmazott SLS-t és közvetlenül úgy reklámozták mint ami előnyös az „aftától szenvedőknek”. Miután a gyártó Johnson & Johnson befejezte a gyártását 2014-ben, dühöt és felhördülést váltott ki hosszútávú vásárlóiból és a fogkrémet elkezdték az eredeti ár többszöröséért árulni az eBay aukciós weboldalon.

## Típusai
- Mikulicz-féle afta
- Sutton-féle afta
- Cooke-féle herpeszszerű fekélyesedés

## Galéria

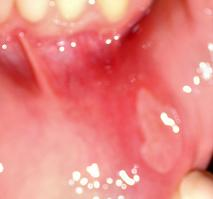
Nagy kiterjedt és gyulladt felület
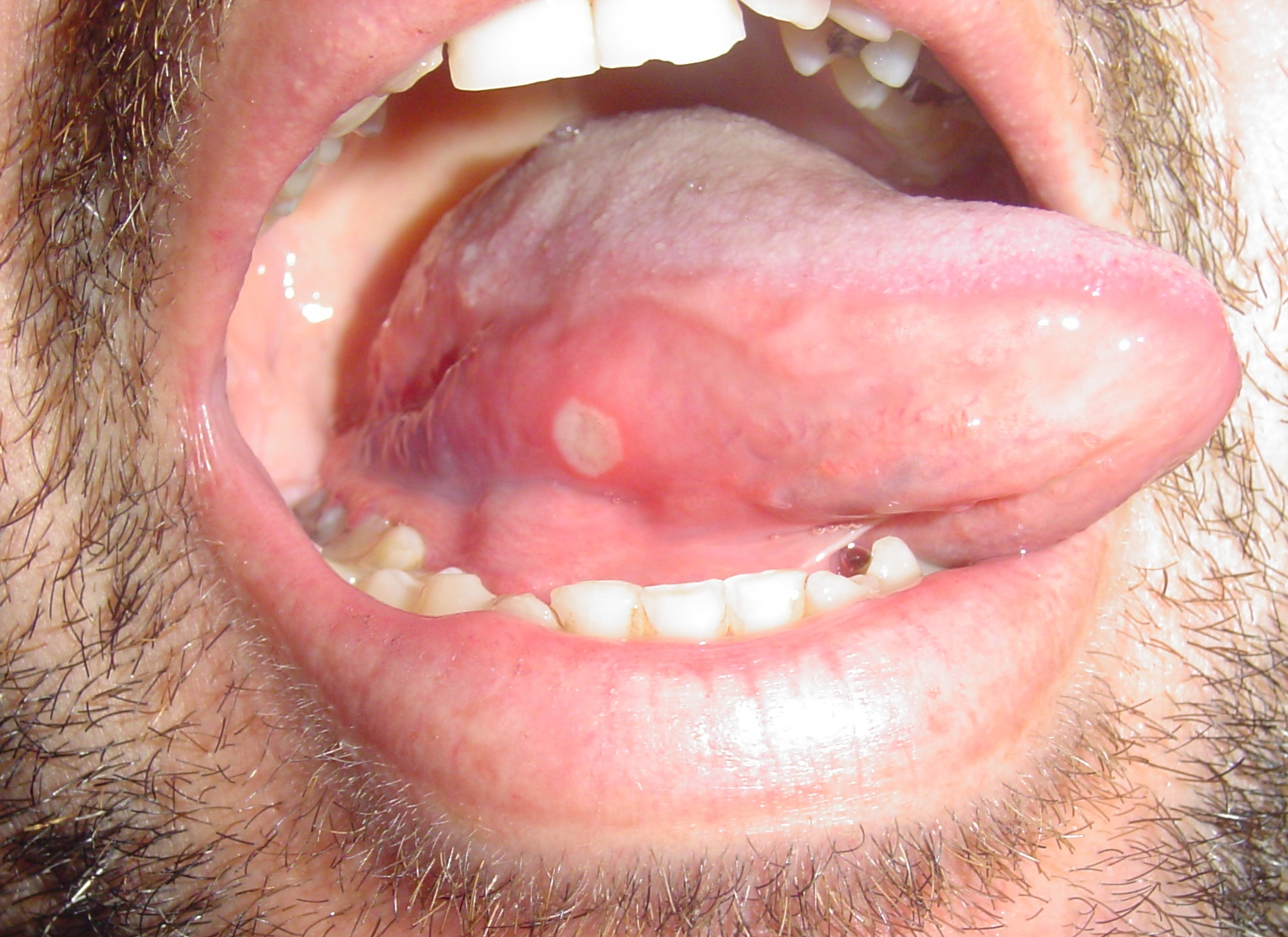
Afta a nyelven
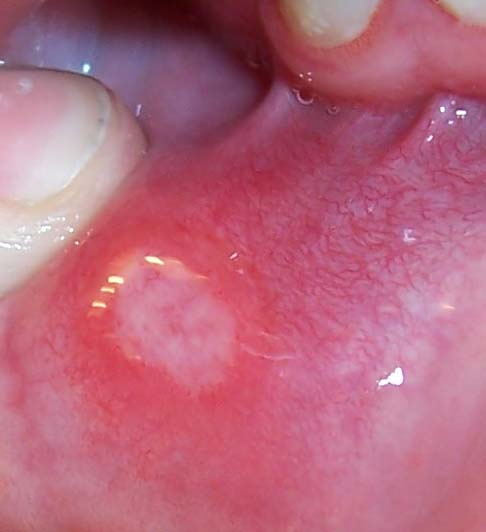
Óriásafta